# Elmo chiuso
Elmo chiuso (en. Close helmet) è il termine con cui s'identifica una tipologia di elmo sviluppata in Europa nel XV secolo, parallelamente alla diffusione, in Italia, della tipologia di elmo "Celata", che restò in uso alle forze di cavalleria pesante sino al XVII secolo. Avvolgeva integralmente la testa del portatore ed ora dotato di una o più visiere mobili che appoggiavano sulla barbozza.

## Costruzione

Elmo chiuso (sn) e Celata (dx) in posizione aperta:
l'elmo chiuso ricorre ad un unico punto d'aggancio per far basculare la doppia visiera e la barbozza, mentre la celata dispone di autonomi punti d'aggancio per la barbozza.

L'elmo chiuso era realizzato interamente in metallo (ferro o acciaio):